# Classe Scharnhorst (incrociatore)
La classe Scharnhorst fu una classe di incrociatori corazzati della Kaiserliche Marine tedesca, composta da due unità (SMS Scharnhorst e SMS Gneiseau) entrate in servizio all'inizio del XX secolo.
Le unità della classe discendevano dal precedente SMS Fürst Bismarck, cui poi seguirono le due unità Classe Prinz Albert, le due navi Classe Roon e infine questa ultima classe di navi. Entrambe le unità combatterono la battaglia di Coronel con successo, per poi finire la loro vita nella battaglia delle Falkland.